# Company of Heroes: Tales of Valor
Company of Heroes: Tales of Valor is de tweede uitbreiding voor het computerspel Company of Heroes. Het spel werd ontwikkeld door Relic Entertainment en uitgegeven bij THQ op 9 april 2009.
Nieuw in deze uitbreiding zijn een aantal eenheden, maps en multiplayermodi, drie nieuwe campagnes, en de direct-fire-mogelijkheid, waarbij de speler de directe controle over een eenheid op zich neemt.